# Плато Лакшми
Лакшми — плато на поверхности Венеры протяжённостью 2345 км:118, образованное базальтовыми потоками. Находится в одном из двух основных горных регионов Венеры — Земле Иштар.
Плато возвышается над окружающими вулканическими равнинами на 4-5 км.
Так как для названия объектов на Венере используются исключительно женские имена (за исключением гор Максвелла и областей Альфа и Бета), плато названо в честь индуистской богини изобилия, процветания и богатства Лакшми.
На плато находятся огромные, сравнительно с равнинными, вулканы. Так, вулканическая кальдера Колетт, от которой расходится радиальная система застывших лавовых потоков, имеет размер 100 на 75 км. Иные лавовые потоки на Лакшми достигают длины в 300 км, что говорит о большом расходе жидкой лавы при извержении.
Астрономы нередко сравнивают Плато Лакшми с Тибетским нагорьем, хотя плато на Венере гораздо больше земного по размеру.